# می‌دونیم کدوم گوری زندگی می‌کنی
«می‌دونیم کدوم گوری زندگی می‌کنی» (به انگلیسی: We Know Where You Fucking Live) تک‌آهنگی از گروه راک آمریکایی، مریلین منسون است که در ۱۱ سپتامبر ۲۰۱۷ به عنوان تک‌آهنگ اول آلبوم بهشت وارونه منتشر شد.